# Julio Riscal
José Antonio Nieto Martín, conocido artísticamente como Julio Riscal (Madrid, 12 de julio de 1928 - 13 de noviembre de 2008) fue un actor español.

## Biografía
Tras estudiar en la Escuela Superior de Arte Dramático, debuta en 1948 con la Compañía de Ana Adamuz en la obra La infanzona, de Jacinto Benavente.
Su época de esplendor en el cine coincide con la década de los cincuenta que le permite recrear un arquetipo de personaje jovial y algo torpe. Rueda películas como María Morena (1951), de José María Forqué, La patrulla (1954), de Pedro Lazaga, Mi tío Jacinto (1956), de Ladislao Vajda, El hombre que viajaba despacito (1957), de Joaquín Luis Romero Marchent, El hereje (1958), de Francisco de Borja Moro, La Reina del Tabarín (1960), de Jesús Franco o Hombres y mujeres de blanco (1961), de Enrique Carreras.
Ya en los sesenta coincide con Rocío Dúrcal en Canción de juventud (1962), de Luis Lucia y, comienza a prodigarse sobre los escenarios, especialmente en Revistas, como Todos contra todos, junto a Tony Leblanc y Juanito Navarro.  Otras películas son El genio alegre, (1957) junto a Marujita Díaz . 
En su última etapa profesional participó sobre todo en algún espacio de televisión, como el magazine Fantástico (1980), junto a José María Íñigo, donde dio vida a un estrafalario personaje llamado El Conseguidor, la serie Clase media (1987), con Antonio Ferrandis y algunos episodios de Cuéntame (2003).